# Danino Weiss
Danino Weiss (* 1993) ist ein deutscher Jazzmusiker (Piano, Komposition, Arrangement).

## Leben und Wirken
Weiss, der aus einer Sinti-Familie stammt (der Musiker Traubeli Weiss ist sein Onkel) und in Ascha im Landkreis Straubing-Bogen aufwuchs, kam erst spät zur Musik. Bald trat er mit seinem Cousin, dem Akkordeonisten David Weiss, auf. Mit ihm bildete er ein Quartett (mit Alexander Haas bzw. Peter Cudek am Bass und Guido May am Schlagzeug), das bei GLM die Alben Violet for Your Furs (2018) und The New Gipsy Sound (2020) veröffentlichte.
Mit ihrem Quartett und Martin Weiss legten David und Danino Weiss 2023 das Album Smile vor. Weiterhin arbeitete er mit Biréli Lagrène, Martin Taylor, Stochelo Rosenberg, Hono Winterstein, Django Deluxe, Silvan Strauss, Biboul Darouiche und Wolfgang Lackerschmidt. Außerdem ist er Mitbegründer des Django-Reinhardt-Festivals Straubing.
Mit David Weiss erhielt er 2014 den „Schnuckenack“ Reinhardt Kulturpreis.